# Фанни Брайс
Фанни Брайс (англ. Fanny Brice, иногда Fannie Brice, 29 октября 1891 — 29 мая 1951) — американская комедиантка, певица, театральная и киноактриса, а также конферансье. Она была создательницей и звездой самого успешного радиосериала в США — «Шоу малышки Снукс». Спустя 17 лет после её смерти на Бродвее был поставлен мюзикл о её жизни под названием «Смешная девчонка», а в одноимённом фильме 1968 года её роль исполнила Барбра Стрейзанд.

## Биография
Фанни Брайс, урождённая Фания Борах, родилась 29 октября 1891 года в Нью-Йорке и была третьим ребёнком в семье венгерских евреев, владевших довольно прибыльным салуном. В 1908 году она оставила занятия в школе, чтобы выступать в пародийном шоу, а спустя два года её заметил известный нью-йоркский конферансье Флоренз Зигфелд и пригласил в своё бродвейское шоу «Безумства Зигфелда», в котором она принимала участие с 1910-х по 1930-е годы.
В 1921 году Фанни исполнила в шоу песню «My man», которая стала большим хитом в её музыкальной карьере. Позже она сделала специальную запись этой песни для американской корпорации «Victor Records». Её вторая, не менее успешная, песня «Second Hand Rose» тоже была записана для «Victor Records», а также и для «Columbia». Уже посмертно, Фанни была включена в «Зал славы премии Грэмми» за свою запись песни «My man» в 1921 году.
В 1911 году во время гастролей в Спрингфилде, штат Массачусетс, Фанни познакомилась с парикмахером Франком Уайтом и вышла за него замуж. Этот брак продолжался всего несколько дней. Её вторым мужем стал профессиональный игрок Никки Арнстин. До их брака Ник 14 месяцев провёл в тюрьме Синг-Синг, где Фанни его навещала каждую неделю. В 1919 году они поженились и были вместе 5 лет. В 1924 году Арнстин был задержан в связи с воровством на Уолл-стрит. Брайс настаивала на его невиновности и с большими тратами для себя оплачивала его адвокатов. Ник всё же был осуждён и приговорён к трём годам заключения в федеральной тюрьме в Ливенворте, штат Канзас. Выпущенный в 1927 году, неблагодарный и неверный Ник Арнстин исчез из жизни Фанни и их двоих детей. Брайс неохотно, но всё же согласилась на развод. Спустя два года Фанни снова вышла замуж. Её новым избранником стал поэт-песенник и театральный продюсер Билли Роуз, в постановках которого она неоднократно принимала участие. Этот брак тоже оказался неудачным, и в 1938 году они расстались.
Среди фильмов с её участием такие как «Мой мужчина» (1928), «Будь собой!» (1930), а также «Поют все» (1938) с Джуди Гарленд в главной роли. В 1946 году Фанни, Рэй Болджер и Харриет Хоктор стали единственными исполнителями, сыгравшими самих себя в фильме «Безумства Зигфелда», снятом на основе бродвейских шоу. За свой вклад в киноиндустрию Фанни была удостоена именной звезды на Голливудской аллее славы.
С 1930-х и до своей смерти в 1951 году Фанни озвучивала своевольную малышку по имени Снукс в радиопостановке, роль которой она первоначально исполнила в радиопередаче «Безумства Зигфелда» в феврале 1936 года на «CBS». В 1937 году Фанни заключила контракт с «NBC», где у её героини вскоре появилось собственное «Шоу малышки Снукс». Эта работа очень полюбилась ей и 45-летняя Фанни настолько вошла в роль, что озвучивала Снукс в костюме маленькой девочки. Своему биографу Норману Коткову она однажды призналась: «Снукс — просто ребёнок, которым была и я. Она тот тип детей, которых я люблю. Она полна воображения. Она горит желанием. Она жива. Со всеми её проказами, она все же хорошее дитя, не испорченная и не злая. Я люблю Снукс и играю её настолько серьёзно, как будто она реальна. Я Снукс. Примерно на 20 минут Фанни Брайс прекращает существовать».
В 1950 году Фанни и её соратник по «Шоу малышки Снукс» Хэнли Стэффорд, озвучивавший её папу, выступили со своими героями на канале «CBS» в телевизионной передаче «Парад звёзд». Это было единственным появлением Фанни на телевидении. В ноябре 1950 года она в образе своей героини появилась в знаменитом и популярном «Большом шоу» Туллулы Бэнкхед на радио «CBS», где помимо неё также выступили Граучо Маркс и Джейн Пауэлл.
Спустя шесть месяцев после этого, 29 мая 1951 года Фанни Брайс умерла в Голливуде от кровоизлияния в мозг в возрасте 59 лет. Её похоронили на кладбище Мемориал парк в Уэствуд-Вилэдж, западном округе Лос-Анджелеса. В этот же день, в память о Фанни, на «CBS» был воспроизведён эпизод «Шоу малышки Снукс», завершившийся речью Хэнли Стэффорда: «Мы потеряли очень живую, очень сердечную, замечательную женщину».

## Образ Фанни Брайс
Хотя название главных персонажей было изменено, сюжет фильма «Роуз с Вашингтон-сквер» всё же основывался на тяжёлом браке и успешной карьере Фанни, вплоть до того, что само название картины было заимствовано из песни Брайс «My man». Фанни подала в суд на «20th Century Fox» за вмешательство в личную жизнь и выиграла дело. Продюсеру фильма Дэррилу Ф. Зануку пришлось удалить из картины несколько эпизодов, наиболее тесно связанных с жизнью Фанни.
В 1964 году Барбра Стрейзанд исполнила роль Фанни Брайс в бродвейском мюзикле «Смешная девчонка», сюжет которого основывался на становлении её карьеры и отношениях с Никки Арнстином. В 1968 году Стрейзанд была удостоена премии «Оскар» как «Лучшая актриса» в экранизации этого мюзикла. В 1975 году на экраны вышел сиквел фильма под названием «Смешная леди», повествующий о бурных отношениях Фанни и Билли Роуза. Стрейзанд также сделала записи песен «My Man», «I’d Rather Be Blue Over You (Than Happy with Somebody Else)» и «Second Hand Rose», которые попали в музыкальный хит-парад Top 40.
«Смешная девчонка» и «Смешная леди» — яркие примеры того, когда фильмы трактуют свою свободную историю жизни реального персонажа. В фильме первый муж Фанни не упоминается совсем. Там также утверждается, что Никки Арнстин идёт на преступление из-за своей гордости, поскольку не желает чтобы его жена платила по его счетам; на самом деле Арнстин нещадно пользовался капиталами Фанни. Также в фильме показывается, что Арнстин загремел в тюрьму за продажу липовых обязательств; в реальности он провернул махинацию на Уолл-стрит с ценными бумагами на сумму 5 млн $.
От Арнстина Фанни родила двоих детей, но только персонаж дочери Фрэнсис (1919—2002), в будущем жены продюсера Рея Старка, был показан в кино. Второй же их ребёнок, Уильям (1921—2008), стал известным художником.

## Фильмография
- Безумства Зигфелда (1946) — Норма
- Поют все (1938) — Ольга Чекалова
- Великий Зигфелд (1936) — Играет себя
- Преступление без страсти (1934) — эпизодическая роль (в титрах не указана)
- Будь собой! (1930) — Фанни Филд
- Ночной клуб (1929)
- Мой мужчина (1928) — Фанни Брэнд